# Randia micracantha
Randia micracantha là một loài thực vật có hoa trong họ Thiến thảo. Loài này được (Lillo) Bacigalupo miêu tả khoa học đầu tiên năm 1993.